# Batalha de Dieppe
A batalha de Dieppe, ou, na sua forma portuguesa, de Diepa, também conhecida como Operação Jubileu ou Operação Rutter, foi um ataque dos Aliados ao ocupado porto de Dieppe, durante a Segunda Guerra Mundial, na costa norte da França, em 19 de agosto de 1942. O assalto começou às 05h00 da manhã e por volta das 10h50 os comandantes aliados foram obrigados a bater em retirada. Mais de 6 000 soldados de infantaria, a maioria do Canadá, foram apoiados por grandes contingentes da Marinha Real Britânica e da Força Aérea Real. O objetivo era apreender e prender um grande porto por um período curto, tanto para provar que era possível e recolher informações dos presos e os materiais capturados ao avaliar as respostas alemã. Os aliados também queriam destruir as defesas costeiras, estruturas portuárias e todos os edifícios estratégicos.
Nenhum dos principais objetivos do ataque foi alcançado. Um total de 3 623 dos 6 086 homens que combateram em terra foram mortos, feridos ou capturados (quase 60%). A Força Aérea Real não conseguiu atrair a Luftwaffe em luta aberta, perdendo 96 aeronaves contra 48 perdidas pela Luftwaffe, enquanto a Marinha Real Britânica perdeu 34 navios.